# Um Manifesto Hacker
Um Manifesto Hacker é um manifesto crítico escrito por McKenzie Wark, que critica a mercantilização da informação na era da cultura digital e da globalização. Foi publicado nos Estados Unidos em 2004.

## Estrutura, estilo e influência
O livro é estruturado em 17 capítulos, cada um contendo uma série de parágrafos curtos numerados (um total de 389), que imitam o estilo epigramático de A Sociedade do Espetáculo, de Guy Debord . A primeira frase do livro, "Um duplo assombra o mundo, o duplo da abstração", é uma homenagem ao Manifesto Comunista de Karl Marx e Friedrich Engels, cuja abertura traz a famosa frase: "Um espectro assombra a Europa – o espectro do comunismo". Wark expande as ideias de Marx e Engels, incorporando conceitos de Deleuze e Guattari, e adiciona duas novas classes ao cenário social: a classe hacker e a classe vetorial.

## Ideias principais

### Abstração/hacker
Para Wark, o hacking começa com o que ela define como uma "abstração", ou seja, a construção de relações inéditas entre elementos diferentes e aparentemente não relacionados. Os hackers produzem novas concepções, percepções e sensações a partir de dados brutos. Para eles, tudo e qualquer coisa pode ser hackeada—seja programação, linguagem, linguagem poética, matemática, música, curvas ou colorações" e, ao hackear, criam possibilidades para que novas ideias e conceitos surjam no mundo. O que eles criam não é necessariamente "grandioso" ou "mesmo bom", mas algo novo, seja na cultura, arte, ciência, filosofia ou em qualquer produção de conhecimento onde os dados possam ser extraídos.
Wark defende que a produção de novas informações ocorre por meio do hack. Independentemente da área de atuação—seja programação, filosofia, ensino, música ou física—qualquer atividade que gera conhecimento inédito pode ser considerada um hack. Nesse contexto, os hackers são criadores, responsáveis por trazer novas ideias ao mundo. O livro busca explorar as origens, o propósito e os desafios enfrentados por essa classe emergente, que transforma dados brutos em conceitos, percepções e sensações inéditas.

### Mercantilização da informação
A apropriação da informação gratuita pela classe vetorial reflete o processo de mercantilização do conhecimento. McKenzie argumenta que a informação livre não deve ser vista como um produto, mas como um elemento essencial para a distribuição eficiente de recursos. Há diversas economias públicas e sistemas de troca que se baseiam na informação gratuita, mantendo em aberto o debate sobre propriedade intelectual e acesso ao conhecimento.
Segundo McKenzie Wark, a transformação da informação em mercadoria limita o acesso ao conhecimento produzido exclusivamente pela classe vetorial. Isso ocorre porque seu modelo econômico depende da escassez de informação para manter seus lucros. Ao se tornar propriedade intelectual, a informação passa a seguir uma lógica repetitiva de mercantilização, conforme as regras do mercado. Wark argumenta que o processo de monetização da informação por meio do "hack" marca o surgimento da classe vetorialista.
A classe hacker é responsável pela produção de novas informações, livres das restrições impostas pela propriedade intelectual. No entanto, esse conhecimento é frequentemente apropriado pela classe vetorial, que detém e controla os meios de produção de informação em larga escala, além de intermediar conexões e o acesso ao conhecimento. Paolo Pedercini, fundador do projeto de jogos radicais Molleindustria, aponta empresas como Google, Uber e Airbnb como exemplos típicos dessa classe.
Embora hackers e vetorialistas nem sempre estejam em conflito, há momentos em que ambos negociam o fluxo livre de informações e a extração de valor dessas ideias para financiar seu desenvolvimento. Exemplos disso podem ser vistos no movimento de código aberto, no Reddit e na Wikipédia. McKenzie Wark defende que a classe hacker deve se unir a outras classes produtoras para, juntas, reduzirem sua dependência da classe vetorial.

### Classe Vectoralista
A principal barreira para a criação de um mundo onde a informação seja livre e sem escassez, segundo Wark, é a classe vetorialista. Essa classe recebe esse nome devido ao seu controle sobre os vetores—os diversos caminhos e redes pelos quais a informação circula. Os vetorialistas representam os gigantes corporativos da era digital, um regime transnacional turbo-capitalista que detém os meios de produção e, assim, monopoliza abstrações.
Eles mantêm seu domínio ao travar uma luta intensa para privar os hackers de sua propriedade intelectual, utilizando um conjunto de leis de patentes e direitos autorais para separar a classe hacker dos frutos de seu trabalho.

## Recepção
Terry Eagleton, um teórico literário britânico que escreveu no The Nation, chamou o livro de “um estudo perspicaz e provocativo, repleto de análises agudas”.
"A nossa é mais uma vez uma era de manifestos. O livro de Wark desafia o novo regime de relações de propriedade com toda a vitalidade epigramática, inovação conceitual e entusiasmo revolucionário dos grandes manifestos." — Michael Hardt, coautor de Empire
Um Manifesto Hacker apresenta reflexões instigantes e desafios concretos para uma sociedade onde tudo é transformado em mercadoria. — Eric J. Iannelli, Suplemento Literário do The Times.
Wark aborda os desafios decorrentes da expansão da cultura digital, revitalizando conceitos marxistas e incorporando influências de Debord e Guattari. Diante da disseminação massiva de informações eletrônicas, muitas vezes obtidas ilegalmente, ela enxerga oportunidades para uma política revolucionária fundamentada na circulação livre e desordenada do conhecimento, rompendo com as restrições impostas pela propriedade intelectual.
Escritores, artistas, biotecnologistas e programadores de software pertencem à classe hacker e compartilham um interesse comum na abertura e liberdade, enquanto as classes vetorialista e dominante são movidas pelo desejo de conter, controlar, dominar e possuir. Wark desenvolve uma nova análise sobre a tensão entre os mundos subdesenvolvido e "superdesenvolvido", suas relações com excedente e escassez, e a busca pela realização humana.— Michael Jensen, The Chronicle of Higher Education